# Fährverbindung Gravesend–Tilbury

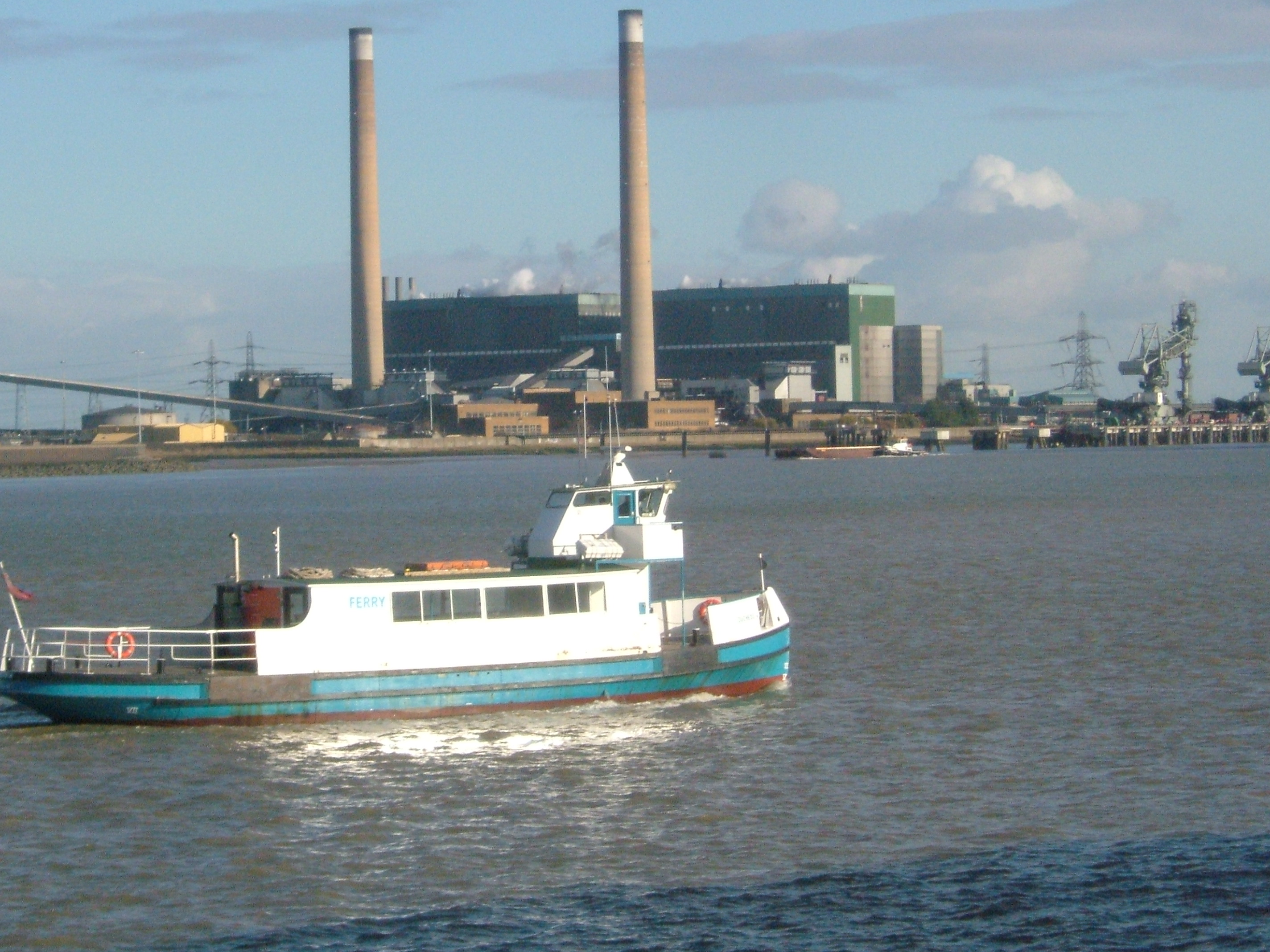
Das Schiff Duchess vor dem Kraftwerk Tilbury

Die Fährverbindung Gravesend–Tilbury war eine Fährverbindung für den Personenverkehr im Mündungsbereich der Themse östlich von London. Sie verband Gravesend in Kent auf der Südseite mit Tilbury in Essex auf der Nordseite und bot damit die östlichste öffentliche Themseüberquerung. Der Betrieb wurde von der Grafschaftsverwaltung Kent und der Stadtverwaltung von Thurrock, zu der Tilbury gehört, subventioniert. 2024 sah sich Thurrock außerstande eine Erhöhung der Subventionen mitzutragen, und der Fährbetrieb, mit zuletzt über 100.000 Passagieren pro Jahr, wurde beendet.

## Geschichte
Die Stadt Gravesend erwarb 1694 das Recht, eine Fähre nach Tilbury zu betreiben. Zur selben Zeit erhielt der Gouverneur von Tilbury Fort dasselbe Recht für den Betrieb in entgegengesetzter Richtung. Es kamen Segelschiffe und Ruderboote zum Einsatz, bis diese 1855 durch Dampfschiffe ersetzt wurden. 1852 war der London, Tilbury and Southend Railway (LT&SR) erlaubt worden, ebenfalls eine Fähre zu betrieben, jedoch nur für die eigenen Bahnfahrgäste. 1862 kaufte die LT&SR die beiden anderen Fährbetriebe und legte diese still.
1912 ging die LT&SR in der Midland Railway auf, diese wurde wiederum 1923 von der London, Midland and Scottish Railway (LMS) übernommen. Die LMS setzte ab 1924 bzw. 1927 zwei Autofähren ein. British Rail, das 1948 an die Stelle der LMS trat, gab den Automobilfährverkehr 1964 (ein Jahr nach Eröffnung des Dartford-Tunnels) auf und beschränkte sich auf den Personenverkehr.
1979 wurde der Fährverkehr privatisiert und zunächst von Sealink durchgeführt. Diese Gesellschaft kam 1984 in den Besitz von Sea Containers und wurde 1990 von der Stena Line übernommen. Im darauffolgenden Jahr stieß Stena diese Beteiligung an die White Horse Ferries ab. Letztere ging 2000 in Konkurs, im Anschluss war die Fährverbindung im Besitz der öffentlich-rechtlichen Lower Thames & Medway Passenger Boat Company.
Letzter Betreiber war seit 2017 Jetstream Tours, welche den Betrieb zum 30. März 2024 einstellen mussten.